# Dabeiba
Dabeiba est une municipalité du département d'Antioquia en Colombie.